# Nor Artages
Nor Artages o Nor Artagers (in armeno Նոր Արտագերս?) è un comune dell'Armenia di 1 863 abitanti (2009) della provincia di Armavir.